# Arhytis laticeps
Arhytis laticeps là một loài tò vò trong họ Ichneumonidae.